# Cristian Souza
Cristian Souza España (Montevideo, Uruguay, 28 de agosto de 1995) conocido deportivamente como Cachito, es un futbolista uruguayo. Juega como extremo derecho y su equipo actual es Cienciano de la Liga 1 del Perú.

## Trayectoria

### Comienzos

#### Rechazos
Cristian Souza España comenzó por probar suerte en distintos clubes uruguayos como Peñarol, Danubio y Villa Española, en estos últimos dos fue rechazado por exceso de aspirantes.

#### Diente partido
Omar, colaborador del contratista Pablo Bentancur fue a la inmobiliaria en la que su madre trabajaba y le dejó un número. Él le marcó le dio una autodescripción y al día siguiente le llamaron a probarse en Central Español pero no quedó debido a que uno de los que se fue a probar recibió un codazo de otro y esto, a su vez, le partió un diente, lo que provocó que corrieran a todos los aspirantes. Sin embargo, al día siguiente regresó, anotó gol y convenció Elio Rodríguez, entrenador de ese momento.

#### Fraude contractual y accidente
Central Español le realizó un contrato que no estaba registrado en la Asociación Uruguaya de Fútbol. No le pagaron por lo que su representante decidió sacarle del club. En ese momento Cristian dividía su tiempo entre los entrenamientos y su trabajo de repartidor y carnicero. Durante una jornada laboral sufrió un accidente vial. Él comentó lo siguiente de dicho suceso:

«Repartía pizza de la Pasiva de Tres Cruces con una motito. Trabajé allí hasta que un día tuve un accidente. Se me tiró un auto y choqué. Me quemé la pierna y me dieron cuatro puntos. Por suerte no me pasó nada grave, no me fracturé ni nada»

#### Regreso después de 6 meses
Estuvo varado 6 meses, pues, reglamentariamente pertenecía a Central Español. Después de ese tiempo firmó con Rentistas.

### C. A. Rentistas
Perteneció a las fuerzas básicas de Rentistas hasta que logró debutar profesionalmente con el primer equipo el 18 de octubre de 2015 en la derrota 1-0 ante Peñarol.
Se va del club después de disputar 16 partidos y asistir a gol en dos ocasiones en la temporada 2015-16.

### Danubio F. C.
El 3 de julio de 2016 se confirma el pase de Cristian Souza España a Danubio Fútbol Club de cara a la temporada 2016-17, donde sería un pedido de Leonardo Ramos. Sufre un desgarre al inicio de temporada lo que ocasiona que juegue apenas seis meses en Danubio.

### I. A. Sud América
Es prestado a Institución Atlética Sud América para la temporada 2016-17.

### Liverpool F. C.
Llega libre a Liverpool Fútbol Club para la temporada 2018, sería uno de los jugadores más destacados del equipo, logrando anotar 4 goles.

### A. C. Real A. Garcilaso
El 10 de enero de 2019 la Asociación Civil Real Atlético Garcilaso hace oficial la llegada de Cristian Souza a tierras peruanas como refuerzo para la Copa Libertadores de América. Participó en 31 encuentros sumando 2219 minutos y anotando 8 goles, siendo elegido como el mejor jugador del club cusqueño.
Luego de su gran temporada 2019, fue llamado por Pablo Bengoechea para fichar por Alianza Lima, sin embargo rechazó la oferta para fichar por CF Pachuca.

### C. F. Pachuca
El 18 de diciembre de 2019 se anuncia la incorporación de Cachito al Club de Fútbol Pachuca para encarar en Clausura 2020 por órdenes de Paulo Pezzolano, quién le dirigió en Liverpool.
Debuta el día 12 de enero de 2020 en el partido Club Universidad Nacional ante Club de Fútbol Pachuca de la mano del entrenador Paulo Pezzolano. Ingresó al minuto 59' sustituyendo a Víctor Dávila.
Luego de quedar como jugador libre fue rumoreado con fichar por Universitario de Deportes. Sin embargo, el fichaje no se llegó a dar.

### A. C. Bellinzona
A mediados del 2021 fichó por el Associazione Calcio Bellinzona de la Promotion League. En su primera temporada logró campeonar y ascender a la Challenge League.
Luego de quedar como jugador libre por FC. Sion, el 16 de julio ficha por Cienciano para afrontar la Liga 1 2025 y Copa Sudamericana 2025.

## Clubes
Actualizado al último partido disputado el 31 de agosto de 2024.
| Club              | País          | Año           | PJ  | Goles | Asist. |
| ----------------- | ------------- | ------------- | --- | ----- | ------ |
| C. A. Rentistas   | Uruguay       | 2015-2016     | 16  | 1     | 2      |
| Danubio F. C.     | Uruguay       | 2016          | 6   | 0     | 0      |
| I. A. Sud América | Uruguay       | 2017          | 32  | 1     | 3      |
| Liverpool F. C.   | Uruguay       | 2018          | 34  | 4     | 5      |
| Real Garcilaso    | Perú          | 2019          | 38  | 7     | 3      |
| C. F. Pachuca     | México        | 2020-2021     | 18  | 1     | 1      |
| Cerro Largo F. C. | Uruguay       | 2021          | 8   | 0     | 1      |
| A.C. Bellinzona   | Suiza         | 2021-2023     | 63  | 15    | 9      |
| F.C. Sion         | Suiza         | 2023-2025     | 44  | 3     | 8      |
| Total carrera     | Total carrera | Total carrera | 259 | 32    | 32     |